# متسلق الأخشاب قرفي الحنجرة
متسلق الأحشاب قرفي الحنجرة (الاسم العلمي: Dendrexetastes rufigula)، نوع من طيور فصيلة الفرنارية. وهو نوع أحادي الطراز من جنس Dendrexetastes.
أعطانه في بوليفياوالبرازيل وكولومبيا والإكوادور وغيانا الفرنسية وغويانا وبيرو وسورينام وفنزويلا. موائله الطبيعية هي غابات الأراضي الرطبة شبه الاستوائية أو الاستوائية والمستنقعات شبه الاستوائية أو الاستوائية.